# Pedro Aguirre Cerda
Pedro Abelino Aguirre Cerda (Pocuro, Calle Larga, 6 de febrero de 1879-Santiago, 25 de noviembre de 1941) fue un político, educador y abogado chileno, presidente de Chile entre 1938 y 1941.
Miembro del Partido Radical (PR) —el cual presidió entre 1919 y 1921—, luego de dos periodos consecutivos como diputado en representación de los departamentos de San Felipe, Putaendo y Los Andes (1915-1918) y de la provincia de Santiago (1918-1921), fue designado como ministro de Justicia e Instrucción Pública, entre enero y septiembre de 1918, durante la presidencia del liberal Juan Luis Sanfuentes, y luego como ministro del Interior durante el primer gobierno del también liberal Arturo Alessandri Palma, brevemente en 1920 y en 1924. Bajo el lema «Gobernar es educar», fue elegido como presidente de la República de Chile para el período entre 1938 y 1944, en una de las elecciones más ajustadas de la historia republicana.
Antes de cumplir un año de gobierno debió enfrentar el terremoto de Chillán y el llamado «Ariostazo». Durante su mandato, impulsó un fuerte proceso de industrialización, para lo que fundó la Corporación de Fomento de la Producción (Corfo) como parte de un ambicioso plan de desarrollo económico que contemplaba la construcción de plantas eléctricas y siderúrgicas, la explotación de petróleo, el apoyo a la industria manufacturera y la mecanización de la agricultura. Referente a este último tema, no obstante haber propuesto en su libro El problema agrario (1929) que el Estado debía redistribuir las tierras improductivas y que su propio programa de gobierno contemplaba la reforma agraria, la que nunca llegó a efectuarse en estos años.
En concordancia con su lema de campaña, otro eje fundamental de su administración fue la expansión de la educación primaria y, la creación de la «Secretaría General de Defensa de la Raza y Aprovechamiento de las Horas Libres». Su gobierno sería el primero de las tres administraciones sucesivas conocidas como «gobiernos radicales» que existirían en el país hasta 1952. De estos, el suyo fue el único en permanecer en la memoria popular del siglo XX, al liderar el Frente Popular y llevar a cabo un gobierno que promovió la industrialización y la educación al servicio de los intereses populares.
Su gobierno también se destacó por desarrollar una activa política cultural. En 1939 promovió el otorgamiento del Premio Nobel de Literatura a Gabriela Mistral, con quien lo unía una estrecha amistad, aunque ésta recién lo obtuvo en 1945. También ordenó elaborar un proyecto de ley para crear el Premio Nacional de Literatura que finalmente fue promulgado en 1942.
Popularmente conocido como Don Tinto por su vinculación a la industria vitivinícola, y como El Presidente de los pobres.[cita requerida]
La tuberculosis le impidió terminar su mandato, falleciendo a mitad de este. Después de su muerte, la figura del presidente se consolidó en el imaginario popular a través de su viuda Juana Aguirre Luco, quien siguió desplegando una activa función social que ayudó a realzar su propia figura y la de su esposo, como exponentes de una política popular puesta al servicio de los más desposeídos.
En su honor, se fundó una base antártica y el antiguo sector de Ochagavía (al sur de Santiago) dio origen a un Departamento con su nombre que comprendía la actual comuna de Pedro Aguirre Cerda y otros municipios del sector sur de Santiago. Asimismo, se le otorgó su nombre a una estación de ferrocarril.

## Biografía

### Primeros años y familia
Nació en Pocuro, una pequeña localidad perteneciente a la actual comuna de Calle Larga, cercano a Los Andes, el 6 de febrero de 1879, siendo el séptimo hijo de una familia de once hermanos, uno de ellos, Luis, se casaría con Flora Doolan McGregor, siendo padre de Humberto; quien ejercería como parlamentario y luego ministro de Estado durante el gobierno del presidente Gabriel González Videla. Sus padres fueron el agricultor Juan Bautista Aguirre Campos y Clarisa Cerda Escudero; su familia tenía ascendencia vasca. Fue bautizado en la parroquia de Santa Rosa de Los Andes el 10 de febrero del mismo año. Su madre quedó viuda cuando Aguirre Cerda tenía ocho años de edad, debiendo cuidar sola a sus hijos.
El 1 de octubre de 1916 contrajo matrimonio con su prima hermana Juana Rosa Aguirre Luco, hija del doctor José Joaquín Aguirre Campos y Mercedes Luco Gutiérrez. Con Misiá Juanita, como también le llamaban, no tuvo hijos. Como primera dama de la Nación, se preocupó especialmente de las celebraciones de Navidad para los niños pobres. También, impulsó la «labor social» del gobierno de su esposo.

### Estudios y carrera docente

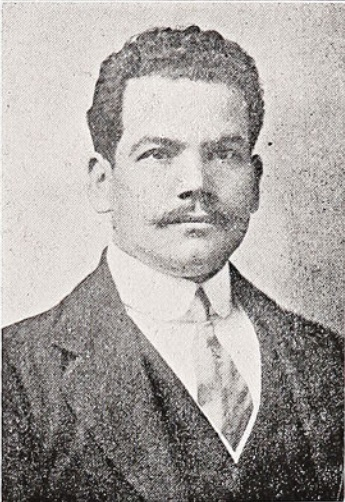
Pedro Aguirre Cerda como profesor del Instituto Nacional.

Inició sus estudios primarios a los siete años en una pequeña escuela rural en la localidad de Pocuro, la cual es actualmente el Centro Cultural Pedro Aguirre Cerda (CCPAC). Más tarde, asistió a la Escuela de Calle Larga. Continuó las humanidades (estudios secundarios), en el Liceo de Hombres de San Felipe. En aquel establecimiento conoció a Maximiliano Salas Marchán, un profesor de castellano que le inspiró el interés por la enseñanza. Posteriormente realizó sus estudios superiores en el Instituto Pedagógico de la Universidad de Chile en Santiago, donde se graduó de profesor de castellano y filosofía en 1900. Durante su paso por el Instituto Pedagógico, estudió a intelectuales extranjeros como Rodolfo Lenz, Friedrich Hanssen y Jorge Schneider, y a autores nacionales como Valentín Letelier, Diego Barros Arana, Claudio Matte y Miguel Luis Amunátegui. También realizó estudios de derecho Facultad de esa rama en la Universidad de Chile, titulándose de abogado en 1904 con su memoria «La instrucción secundaria en Chile». Mientras realizaba sus estudios, Aguirre Cerda trabajó en varios liceos en horario vespertino. En 1910 viajó a Francia a especializarse en derecho administrativo y financiero en la Universidad de La Sorbona, y economía política y legislación social en el Colegio de Francia. Estando en dicho país, le correspondió actuar como delegado de Chile en Congresos Internacionales, como el de Agricultura en España y de Educación en Bélgica. También, visitó Italia e Inglaterra.
A su regreso en 1914, inició sus funciones docentes como profesor en la Escuela de Aplicación de Infantería (actual Escuela de Suboficiales del Ejército), trabajando posteriormente en el Liceo Manuel Barros Borgoño y el Instituto Nacional, impartiendo las asignaturas de castellano, educación cívica y filosofía. En el Instituto Nacional conoció a Domingo Amunátegui Solar, quien años más tarde le consiguió un puesto como ministro del presidente Juan Luis Sanfuentes. Posteriormente consiguió el puesto de presidente de la Sociedad Nacional de Profesores (SNP). En esa misma fecha, fue llamado por el Ministerio de Hacienda para integrarse en el «Consejo de Enseñanza Comercial».
Entre otras actividades, ingresó a la masonería a los veintisiete años, lo que fue fundamental en su ingreso al Partido Radical (PR). En la masonería, llegó a ser gran orador de la logia La República, en 1924. Paralelamente fue miembro de la Sociedad de Fomento Fabril (Sofofa), del Club de La Unión, y del Club de Septiembre.
En 1916 aproximadamente conoce a la poetisa y profesora Lucila Godoy Alcayaga (Gabriela Mistral), con quien entabló una larga amistad. Mistral le dedicó a él y a su esposa el libro Desolación, mientras que Aguirre Cerda le dedicó a la poetisa su libro El problema agrario. Expresó su gratitud con ella en la dedicatoria a: "Lucila Godoy... nuestra Gabriela".

## Carrera política

### Inicios; diputación y Ministro de Justicia e Instrucción Pública de Juan Luis Sanfuentes
Inició su carrera tempranamente en el mundo político. Como una anécdota que refleja su fervor cívico, se recuerda el hecho de que en su primera actuación política terminó en el Juzgado del Crimen de San Felipe, acusado de infringir la Ley Electoral, por haberse inscrito en los registros sin haber cumplido la edad requerida por la ley.
Se postuló como candidato en las elecciones parlamentarias de 1915, siendo elegido diputado por los departamentos de San Felipe, Putaendo y Los Andes, periodo legislativo 1915-1918. Durante su gestión, integró la Comisión Permanente de Hacienda. Una vez en el Congreso, se preocupó especialmente de la fundación de escuelas en zonas urbanas y rurales.
Posteriormente sería reelecto en las parlamentarias de 1918, esta vez en representación de la provincia de Santiago, para el periodo 1918-1921. En esa ocasión fue reemplazante en la Comisión Permanente de Hacienda.
El 18 de enero de 1918, durante la administración del presidente Juan Luis Sanfuentes fue nombrado ministro de Justicia e Instrucción Pública, ejerciendo hasta el 6 de septiembre de ese año. Allí se preocupó especialmente de impulsar la Ley de Instrucción Primaria Obligatoria y de mejorar el nivel económico del magisterio.

### Ministro del Interior de Arturo Alessandri y senaduría
Finalizada su gestión en 1918, se trasladó a Estados Unidos para estudiar enseñanza industrial, asumiendo en paralelo como consejero financiero de la embajada de Chile en Washington D. C.
Fue llamado, en el marco del primer gobierno del presidente Arturo Alessandri para organizar su primer gabinete. Asumió la cartera del Interior el 23 de diciembre de 1920. Durante su gestión, enfrentó la masacre de la oficina salitrera San Gregorio ocurrido en febrero de 1921, que tuvo un saldo de 40 muertos y 80 heridos. El impactó de este hecho lo hizo renunciar a su cargo el 16 de agosto de 1921. Reasumió su cartera entre el 3 de enero al 1 de febrero de 1924, y entre el 20 de julio y el 5 de septiembre de ese último año.
En las elecciones parlamentarias de 1921 fue elegido como senador en representación de la provincia de Concepción, periodo 1921-1927. Integró la Comisión Permanente de Instrucción Pública, y la de Legislación y Justicia, de la que fue presidente. Fue senador reemplazante en la Comisión Permanente de Guerra y Marina.

### Crisis social y política; exilio a Europa
El 11 de septiembre de 1924 se produjo el llamado "ruido de sables" y posterior golpe militar que obligó a Aguirre Cerda a renunciar a su cargo parlamentario, luego de la disolución del Congreso Nacional. Se exilió en Europa durante un año, regresando en 1925, pero partió nuevamente en 1927. Durante su estadía en Europa escribió sus libros El problema agrario (1929) y El problema industrial (1933). El primer texto surgió de las conversaciones que tuvo sobre el tema con la poetisa Gabriela Mistral, a quien le dedicó el libro.

### Retorno, trabajo docente y nuevas alianzas políticas
Volvió definitivamente a Chile en 1930 y se abocó a la creación de talleres para la enseñanza técnica y manual. También tomó ideas de Estados Unidos e Inglaterra. En 1934, concretó uno de sus proyectos más ambiciosos con la creación de la Facultad de Industria y Comercio de la Universidad de Chile. La iniciativa contó con el apoyo del entonces rector Juvenal Hernández. Fue decano de dicha Facultad, que se constituyó como el núcleo de la futura carrera de ingeniería comercial. Uno de sus objetivos fue preparar a los estudiantes para enfrentar los problemas económicos del país desde un punto de vista estrictamente científico.
Durante la segunda presidencia de Arturo Alessandri, entre 1932 y 1938, el presidente dio un giro hacia la derecha que provocó el alejamiento del Partido Radical.
Esto derivó a que en 1937 se formara el Frente Popular (FP), agrupación de oposición al gobierno de Arturo Alessandri, formada por socialistas, comunistas, democráticos y la Confederación de Trabajadores de Chile, a la que después se les unió el Partido Radical. Aguirre Cerda, dentro del Partido Radical, formó parte del sector opuesto a ingresar al Frente Popular. El sector favorable a integrar esa coalición estaba integrada por Juan Antonio Ríos, quien después sería su sucesor en la presidencia. En la lucha interna venció la corriente favorable al Frente Popular.

### Elecciones de 1938
En noviembre de 1937, mediante una elección interna de su partido, fue designado precandidato a la presidencia de la República. Fue ratificado y candidato oficial en abril de 1938 del Frente Popular para las elecciones presidenciales de ese año, durante una convención amplia de los partidos de la oposición a Alessandri en las cuales compitió con Gustavo Ross, delfín del presidente Alessandri, y Carlos Ibáñez del Campo.
El fallido golpe de Estado nacionalsocialista en septiembre de 1938, obligó a Ibáñez a bajar su candidatura poco antes de las elecciones y apoyar públicamente la de Aguirre Cerda; más tarde partió nuevamente al exilio. El desprestigio del gobierno de Arturo Alessandri Palma por la matanza, así como el apoyo que entregaron los ibañistas y nacistas al Frente Popular, fueron determinantes en la victoria de su candidatura.
Retirado de la contienda el expresidente Ibáñez, Aguirre Cerda obtuvo en la elección del 25 de octubre de 1938, un 50,26% de los votos, frente a un 49,33% de Ross, su principal contendor.

## Presidencia

### Toma de mando y primeras medidas

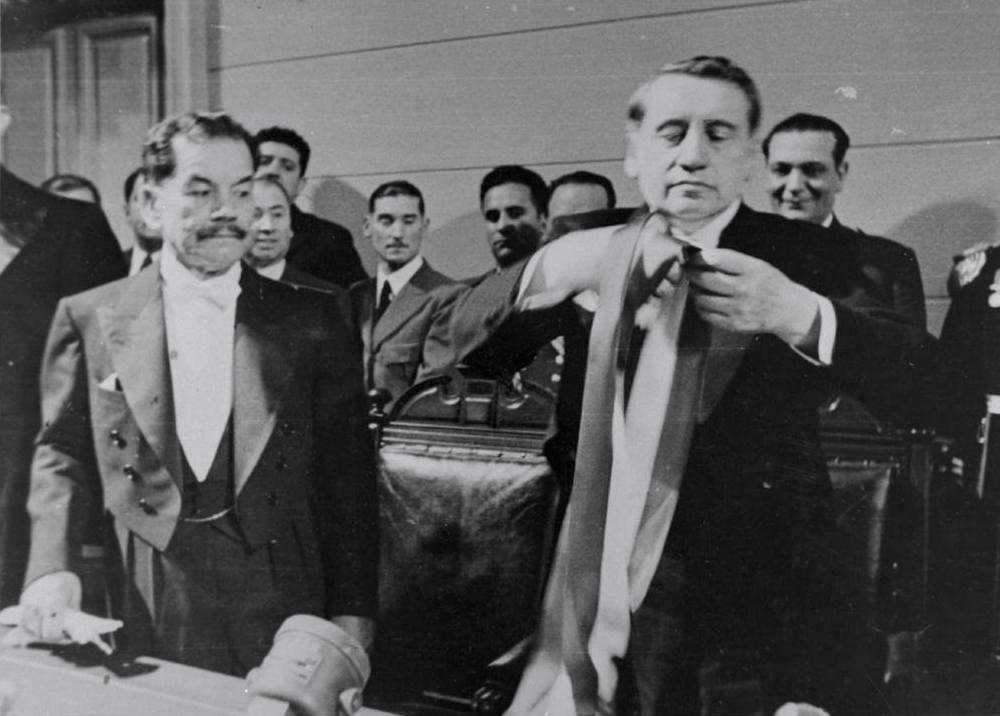
Cambio de mando presidencial entre Arturo Alessandri y Pedro Aguirre Cerda.

Lo fundamental de su programa de gobierno consistía en la lucha por las libertades individuales, de la prensa, de asociación, de agrupación y reunión. También impulsó medidas para bajar el perfil de la iglesia católica en la política, con el fin de establecer una sociedad más laica.
Al asumir la presidencia, una de sus primeras acciones fue el 24 de diciembre de 1938, cuando ya como presidente, indultó a Jorge González von Marées, a Oscar Jiménez Pinochet y a otros condenados por el fallido golpe de 1938. El 10 de julio de 1940, decretó el indulto para los nacionalsocialistas condenados por la Justicia Militar por su participación en la Matanza del Seguro Obrero.
Durante su gobierno, debió afrontar el terremoto que azotó a Chillán el 24 de enero de 1939, causando serios daños materiales en las provincias comprendidas entre Talca y Biobío. La importancia de este hecho radica en que fue un impulso para reconstruir, mejorar y crear la infraestructura del centro-sur del país. Encargó al cineasta local Emilio Taulis la filmación del documental titulado ¿Qué es la Chilenidad? (1939). En este fue expuesto que toda acción orientada al desarrollo industrial del país que logre un progreso social para él es chilenidad. De esta forma, el gobierno mostraba las políticas orientadas a la industrialización y modernización. Para dicho terremoto que dejó un resultado de 30 mil muertos, el presidente creó la «Corporación de Reconstrucción y Auxilio», promulgada por la ley N.º 6.334 del 29 de abril de 1939. El organismo tenía como función ir en ayuda de los damnificados.
El 25 de agosto de 1939 ocurre el «Ariostazo», un intento de golpe de Estado liderado por Ariosto Herrera junto a Carlos Ibáñez del Campo, quien se exilia luego del fracaso gracias al asilo que le brindó la embajada de Paraguay. Falló debido a que no lograron sublevar al regimiento Tacna (mismo regimiento en el cual el 21 de octubre de 1969 ocurriría el Tacnazo, otro fallido golpe de Estado).
Durante su gobierno, recibió a los refugiados de la guerra civil española, venidos en el barco Winnipeg que arribó a Valparaíso el 3 de septiembre de 1939 por iniciativa de Pablo Neruda y les ayudó en su instalación en el país. El Winnipeg arribó a Valparaíso dos días después del inicio de la Segunda Guerra Mundial en Europa (1 de septiembre de 1939). Determinó la soberanía de Chile en la Antártida, fijándose como Territorio Antártico Chileno el comprendido entre el Mar de Drake y el Polo Sur, entre los 53° y 90° Oeste de Greenwich. Ante esa postura, Pedro Aguirre Cerda había declarado abiertamente la neutralidad de Chile en la Guerra Mundial, sin embargo tras la entrada de Estados Unidos en el conflicto, en 1941, las cosas se tornaron tensas en el país, que era económicamente dependiente de dicha potencia.
El 7 y 8 de mayo de 1941 se produjo una huelga masiva de trabajadores de los tranvías de Santiago, lo que produjo un gran caos en la ciudad. El gobierno de Aguirre Cerda decidió intervenir por 120 días la empresa mediante la Ley 6.932 del 19 de mayo, nombrando una administración provisoria, lo cual sería la base para que en el gobierno siguiente se creara la Empresa Nacional de Transportes Colectivos con el fin de reordenar el sistema de transporte público de la capital chilena.

### Fomento de la educación

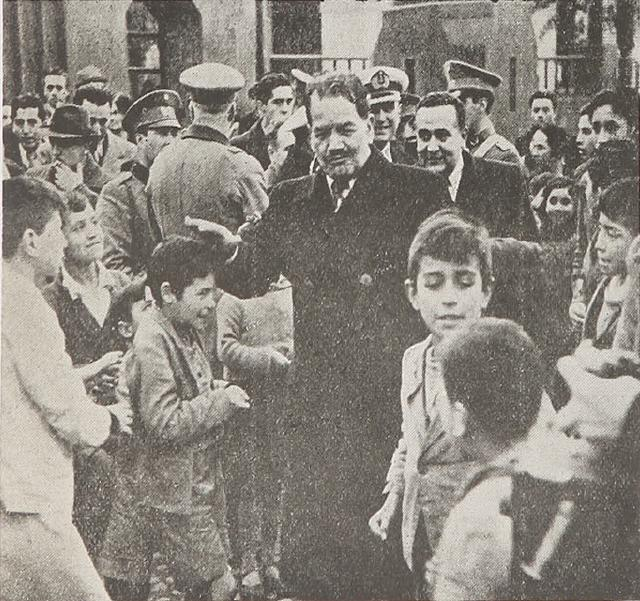
Pedro Aguirre Cerda junto a un grupo de niños en Talca (1940).

Puso especial énfasis en combatir la pobreza, pero su principal meta era fomentar la educación, creando escuelas y propiciando la apertura de trabajos para los profesores. Consideró tres pilares claves para la formación de la sociedad civilizada: salud, educación y democracia.

"Para que la enseñanza pueda cumplir su misión social con toda amplitud es necesario que sea: gratuita, única, obligatoria y laica. Gratuita, a fin de que todos los niños puedan beneficiarse de la cultura, sin otras restricciones que las que se deriven de su propia naturaleza; única, en el sentido de que todas las clases chilenas unifiquen su pensamiento y su acción dentro de las mismas aulas escolares; obligatoria, pues es deber del Estado dar a todos los miembros de la sociedad el mínimo de preparación requerido por la comunidad para la vida cívica y social; laica, con el fin de garantizar la libertad de conciencia y hacer que nada perturbe el espíritu del niño durante el periodo formativo".
Pedro Aguirre Cerda, discurso presidencial del 21 de mayo de 1939

Durante el gobierno de Aguirre Cerda no se desarrollaron cambios profundos en el sistema enseñanza, dándose preferencia a la expansión de la enseñanza primaria y creación de escuelas técnico-profesionales. El número de alumnos de las escuelas primarias (incluyendo matrícula fiscal y particular) creció de 629,082 en 1938 a de 683,608 en 1941. El número de estudiantes secundarios no tuvo el mismo crecimiento, pasando de 25,362 alumnos en 1938 a 25,625 en 1941.
Además y atendiendo a la tarea de aumentar la capacidad de producción del país, se fomentó la educación técnica, industrial y minera, fundándose numerosas escuelas especializadas. En 1940 había alrededor de 4200 escuelas públicas con 13 800 profesores, 87 liceos con 31 000 alumnos, 16 instituciones comerciales con 7000 alumnos y 180 colegios particulares.
Otra de sus iniciativas fue la creación de la «Secretaría General de Defensa de la Raza y el Aprovechamiento de las Horas Libres», destinada a promover las buenas costumbres y la instrucción de las masas obreras, a través de la construcción a lo largo del país de diversos hogares de esparcimiento donde los trabajadores podrían acceder a programas de culturización y encuentro. Dicha institución estaba bajo el alero del Ministerio del Interior, y la Secretaría de la República era la principal organizadora de su funcionamiento.

### Fomento de la producción
Entre sus obras se cuentan la fundación de la Corporación de Fomento de la Producción (Corfo) mediante la Ley n.° 6.334, del 29 de abril de 1939, con el fin de promover la industrialización del país, siendo su principal misión la creación de un plan de reconstrucción económica con vistas al desarrollo y la nacionalización de las principales riquezas del país. A estas acciones deben sumarse los esfuerzos de capacitación y educación en temas industriales y agrarios. Durante la discusión en el Senado de este proyecto hubo una fuerte oposición de la derecha. Se aprobó por un voto gracias al senador conservador José Francisco Urrejola.
Entre las múltiples empresas que la Corfo ayudó a establecer se cuentan:
- Sociedad Abastecedora Minera.
- Electromat S.A.
- Laboratorio Chile S.A.
- Industria Nacional de Neumáticos (Insa).
- Manufacturas del Cobre (Madeco).

### Apoyo delnacismochileno y ambigüedad con el nazismo alemán
Además del hecho de que Aguirre Cerda llegase al poder gracias a los votos del Movimiento Nacional-Socialista de Chile, el filósofo Víctor Farías ha hecho notar que su relación con el führer alemán Adolf Hitler "altera del todo la figura política de Pedro Aguirre Cerda tal como es ofrecida por las versiones historiográficas tradicionales". En una carta escrita el 22 de abril de 1940 (cuando ya era conocida la creación de campos de concentración y exterminio, del asesinato masivo de judíos, gitanos, homosexuales y disidentes), el mandatario chileno se refiere a Hitler como su «grande y buen amigo» y pide a este que de crédito de los «votos que formulo por la grandeza y prosperidad del Reich alemán y vuestra ventura personal»; se despide de Adolf Hitler considerándose como su «leal y buen amigo». Para Farías, esta carta "excede en efecto todos los límites de la usual cortesía diplomática".
En 1940 su libro El problema agrario sería traducido y publicado en el Tercer Reich por el Instituto Germano-Iberoamericano.
En 1939, creó la «Secretaría General de Defensa de la Raza y Aprovechamiento de las Horas Libres», inspirada en sus análogas de la Alemania nazi y la Italia fascista, y en cuyo Consejo Técnico figuraba el general (r) Francisco Javier Díaz Valderrama, uno de los fundadores del Partido Nacionalsocialista chileno.
En abril de ese año el traslado al país de numerosos refugiados españoles en el carguero Winnipeg y más tarde recibió a refugiados judíos que huían de los territorios ocupados por Alemania, sin embargo, luego se sabría que esta apertura de fronteras estaba asociada al cobro ilegal de dinero a cambio de agilizar los trámites de internación, escándalo que significó la renuncia del ministro de Relaciones Exteriores Abraham Ortega Aguayo (principal impulsor de la nueva política de puertas abiertas) y la prohibición de entrada de personas judías al país.
Además, las relaciones entre los gobiernos de Aguirre Cerda y de Hitler continuaron muy buenas hasta el final del gobierno del primero (1941). Así, el entonces ministro del Interior chileno, Arturo Olavarría, confirmó en 1941 la censura de una película antinazi (El mártir) que había efectuado el intendente de Santiago, Ramón Vergara Montero (excomandante en jefe de la Aviación que dirigió el bombardeo de la marinería sublevada en Coquimbo en septiembre de 1931, y hermano del ministro alemán Carlos Vergara Montero) producto de la simpatía que tenía gobierno de Aguirre Cerda con el Tercer Reich.
La poetisa Gabriela Mistral le escribió mostrando su preocupación por la infiltración de ideas nazis en su gobierno:

Chile no se ve neutral como quisiéramos presentarlo. Las corrientes nazis que existen allí en todos los partidos, aquí gruesas, allá sutiles, más las corrientes soviéticas que gobiernan a dos de ellos, no pueden crear a nuestro país una real fisonomía de país neutro. Lejos de eso, gente yanqui, argentina,  uruguaya y mexicana, me habla en sus cartas de nuestro país como uno de los tres que se encuentran maduros para una acción nazi en la América. Les contesto negándoles el hecho, aunque estoy de él redondamente convencida.
Gabriela Mistral, 1940

### Ministros de Estado

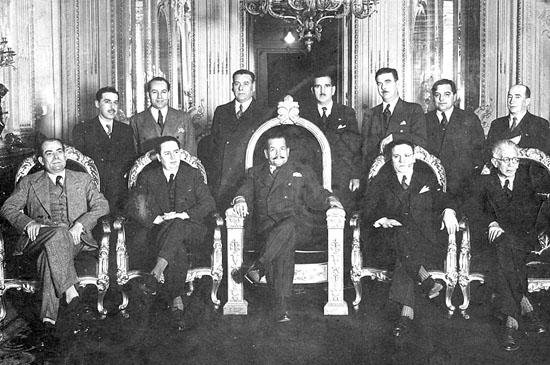
Pedro Aguirre Cerda junto a sus ministros hacia 1940.

## Enfermedad y muerte

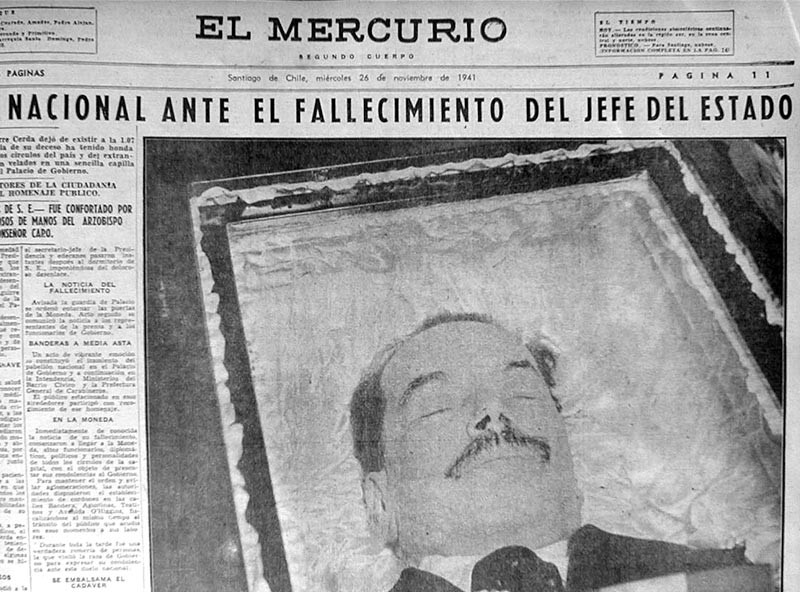
Publicación del diario El Mercurio tras el fallecimiento de Pedro Aguirre Cerda.

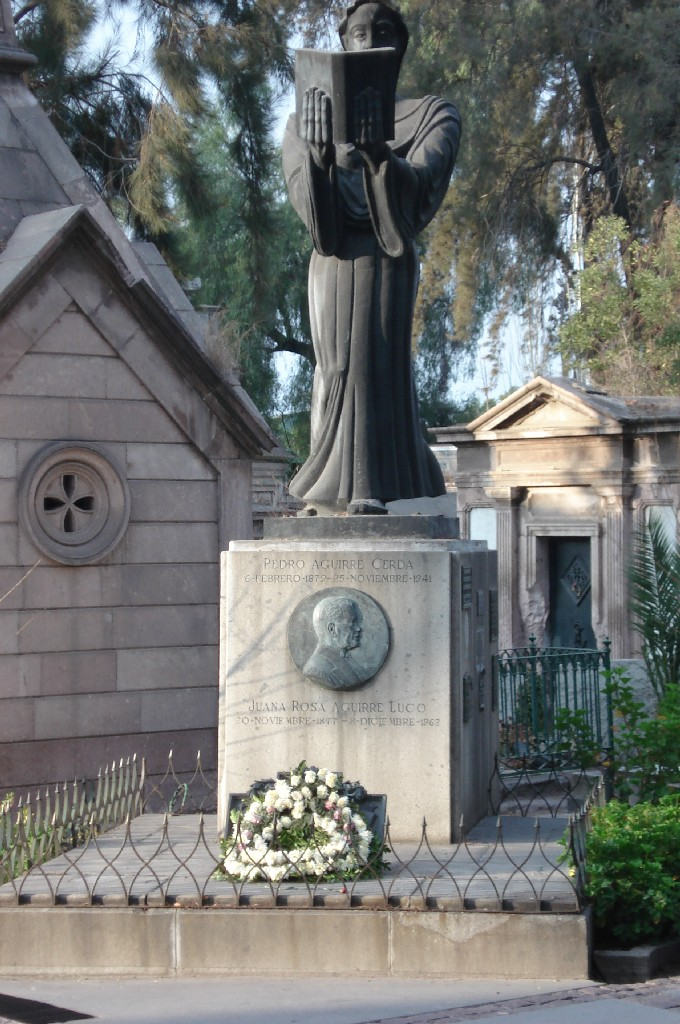
Tumba de Pedro Aguirre Cerda en el Cementerio General de Santiago.

En 1940 comenzó a mostrar síntomas de enfermedad, que devendrían en una grave tuberculosis, mal mortal para la época. Durante su convalecencia dejó el mando el 10 de noviembre de 1941 al vicepresidente Jerónimo Méndez Arancibia, quien ese mismo día había asumido como ministro del Interior.
Falleció en su residencia a las 13:07 del 25 de noviembre de 1941, sin poder terminar su periodo presidencial; a las 8:00 del mismo día había recibido la extremaunción de manos del cardenal José María Caro. A las 13:50 se realizó el anuncio oficial mediante la estación de radio del Ministerio del Interior, y las demás radioemisoras paralizaron su funcionamiento durante un momento para posteriormente entregar las informaciones relacionadas. Alrededor de las 15:00 el cuerpo de Aguirre Cerda fue embalsamado y a las 17:50 fue trasladado a una capilla ardiente que se instaló en el salón de recepciones del Palacio de La Moneda para velar los restos del mandatario desde las 18:00 del mismo día, y su cuerpo fue custodiado por cadetes de la Escuela Militar y la Escuela Naval.
El 27 de noviembre el cuerpo de Aguirre Cerda fue llevado en un cureña del Regimiento Tacna hasta el edificio del Congreso Nacional, en donde fue velado hasta el día siguiente, cuando se realizó un acto con presencia del vicepresidente Jerónimo Méndez. A las 9:35 del 28 de noviembre el féretro fue trasladado a la Catedral Metropolitana de Santiago; en dicho templo se realizó una misa y a las 11:30 se inició el traslado de los restos hacia el Cementerio General para su sepultura, arribando al camposanto a las 12:14. Parte de los funerales del presidente quedaron registrados en una cinta de 10 minutos a cargo de Jorge Reyes de St. Anne y José Valladares Prieto, y las estimaciones de la época calculan en más de 500 mil los asistentes a los funerales de Aguirre Cerda.
El vicepresidente Méndez convocó a elecciones presidenciales para febrero de 1942, en las cuales resultó elegido Juan Antonio Ríos con el apoyo de los partidos Radical, Socialista, Democrático, Agrario, Comunista, Socialista de los Trabajadores, Falangistas y un sector del liberalismo, derrotando así al candidato de la derecha y por ende de la Alianza Popular Libertadora; Carlos Ibáñez del Campo.

## Homenajes y reconocimientos

Armas con la Orden Mexicana del Águila Azteca.

Recibió la Gran Cruz del Águila Azteca de México.
Posterior a su muerte, ha sido homenajeado de diversas formas; una de ellas ha sido mediante estatuas y bustos, como por ejemplo los ubicados en Santiago, Los Andes, Quillota, San Felipe, Rancagua y Porvenir. También existen otros homenajes, como por ejemplo la Base Presidente Pedro Aguirre Cerda, inaugurada en 1955 y que fue destruida en 1967.
En agosto de 1963 fue creado el Departamento Presidente Aguirre Cerda, que llevaba el nombre del expresidente y que surgió como una división de la antigua provincia de Santiago. Posteriormente, el 17 de marzo de 1981 fue creada la comuna de Pedro Aguirre Cerda, que entró en funciones en 1991. En junio de 2015 la estación «Club Hípico» de la Línea 6 del Metro de Santiago, que estaba en construcción en aquella época, pasó a llamarse «Presidente Pedro Aguirre Cerda».
El monumento a Pedro Aguirre Cerda ubicado al final del paseo Bulnes, dentro del Parque Almagro, corresponde a una obra inconclusa a cargo de Lorenzo Berg consistente en 7 grandes bloques de roca ubicados dentro de un espejo de agua que contendría en su centro una figura de cobre correspondiente a una llama de fuego (esta última jamás fue instalada). En 1953 Berg ganó el concurso internacional para realizar dicho monumento al expresidente y entre 1960 y 1964 se realizaron los trabajos para construirlo, sin embargo a mediados de ese año la comisión encargada de la edificación ordena suspender las obras debido a desacuerdos sobre el diseño final de la obra. El monumento, aún inconcluso, fue inaugurado el 18 de septiembre de 1965 y en su frente (mirando hacia el paseo Bulnes y el Palacio de La Moneda) se instaló una estatua de Aguirre Cerda junto a dos niños, realizada por Galvarino Ponce.
El 3 de julio de 2018 fue inaugurada otra estatua de él en el centro de Santiago, esta vez en la Plaza de la Constitución, en la esquina de las calles Moneda y Teatinos.